# Signa mouldsi
Signa mouldsi är en tvåvingeart som beskrevs av Mcalpine 2001. Signa mouldsi ingår i släktet Signa och familjen bredmunsflugor.
Artens utbredningsområde är Nya Kaledonien. Inga underarter finns listade i Catalogue of Life.